# Халабский хребет
Халабский хребет — горный массив в Лорийской области Армении, между реками Памбак и Агстев. Средняя высота хребта составляет 2600 м, максимальная высота — 3016 м (гора Бовакар, ранее Халаб). 
Халабский хребет состоит из палеогеновых вулканитов и гранодиоритов. Горный массив своей формой образует дугу и выпуклой частью обращен к югу. Характерен врезанный эрозионный рельеф и его инвертированно-синклинальное асимметричное строение. Северные склоны массива покрыты лесом, изрезаны V-образными долинами рек Аларекс, Марц и Ахпат, южные склоны безлесны, покрыты сетью подверженных затоплению долин. Массив находится на территории Дилижанского национального парка. Халабский хребет отделен от Базумского хребта ущельем Гайладзор.